# Зелёный Клин (Томаковский район)
Зелёный Клин (укр. Зелений Клин) — село,
Китайгородский сельский совет,
Томаковский район,
Днепропетровская область,
Украина.
Код КОАТУУ — 1225484002. Население по переписи 2001 года составляло 154 человека .

## Географическое положение
Село Зелёный Клин находится у истоков реки Топила,
ниже по течению на расстоянии в 1 км расположено село Сергеевка.
Рядом проходит автомобильная дорога Т-0809.